# Lautaro Gianetti
Lautaro Daniel Gianetti (San Nicolás, 13 de novembro de 1993), é um futebolista argentino que joga como zagueiro. Atualmente joga pelo Antalyaspor.

## Clubes
Gianetti começou a sua carreira nas categorias de base do Vélez Sársfield. Foi chamado para o time profissional pelo treinador Ricardo Gareca em 2011. Estreou profissionalmente em 2012, na derrota por 0–2 para o Argentinos Juniors.

## Seleção Argentina
Foi convocado para a disputa do torneio de Futebol nos Jogos Olímpicos de Verão de 2016.

## Títulos
Vélez Sársfield
- Campeonato Argentino: 2012 Inicial, 2012–13 Superfinal
- Supercopa Argentina: 2013